# زیردریایی یو-۵۴۶
زیردریایی یو-۵۴۶ (به انگلیسی: German submarine U-546) یک زیردریایی است که طول آن ۷۶٫۷۶ متر (۲۵۱ فوت ۱۰ اینچ) و ارتفاع آن ۹٫۶ متر (۳۱ فوت ۶ اینچ) می‌باشد. این زیردریایی در سال ۱۹۴۴ ساخته شد.